# Supercollider / The Butcher
«Supercollider» / «The Butcher» — сингл английской группы Radiohead, выпущенный 16 апреля 2011 года в Великобритании, Европе и Японии для Record Store Day. В США и Канаде выпущен в том же формате (12-дюймовая виниловая пластинка) 14 июня 2011 года.
Композиция «Supercollider» была впервые исполнена 6 июня 2008 года в замке Мэлахайд в Дублине. Вскоре она неоднократно исполнялась на различных выступлениях Radiohead, Тома Йорка и Atoms for Peace вплоть до официального релиза. «The Butcher» была записана во время работы над The King of Limbs, но в альбом не вошла. Цифровые версии треков были выпущены в форматах WAV и MP3 18 апреля 2011 года через веб-сайт альбома The King of Limbs для тех, кто заказал альбом (в любом формате) до выпуска сингла.
«Supercollider» — самая продолжительная студийная запись Radiohead: на 38 секунд длиннее, чем «Paranoid Android».

## Список композиций
1. «Supercollider» — 7:02
2. «The Butcher» — 4:35